# Dziura pod Arkadą
Dziura pod Arkadą (Jaskinia pod Bramą) – jaskinia, a właściwie schronisko, w Dolinie Kościeliskiej w Tatrach Zachodnich. Wejście do niej znajduje się we wschodnim zboczu Wąwozu Kraków, w stoku opadającym spod Upłazkowej Turni, w tym samym żlebie co Arkada, Jaskinia nad Arkadą i Schron przy Arkadzie, na wysokości 1187 metrów n.p.m. Długość jaskini wynosi 5,5 metrów, a jej deniwelacja 1 metr.

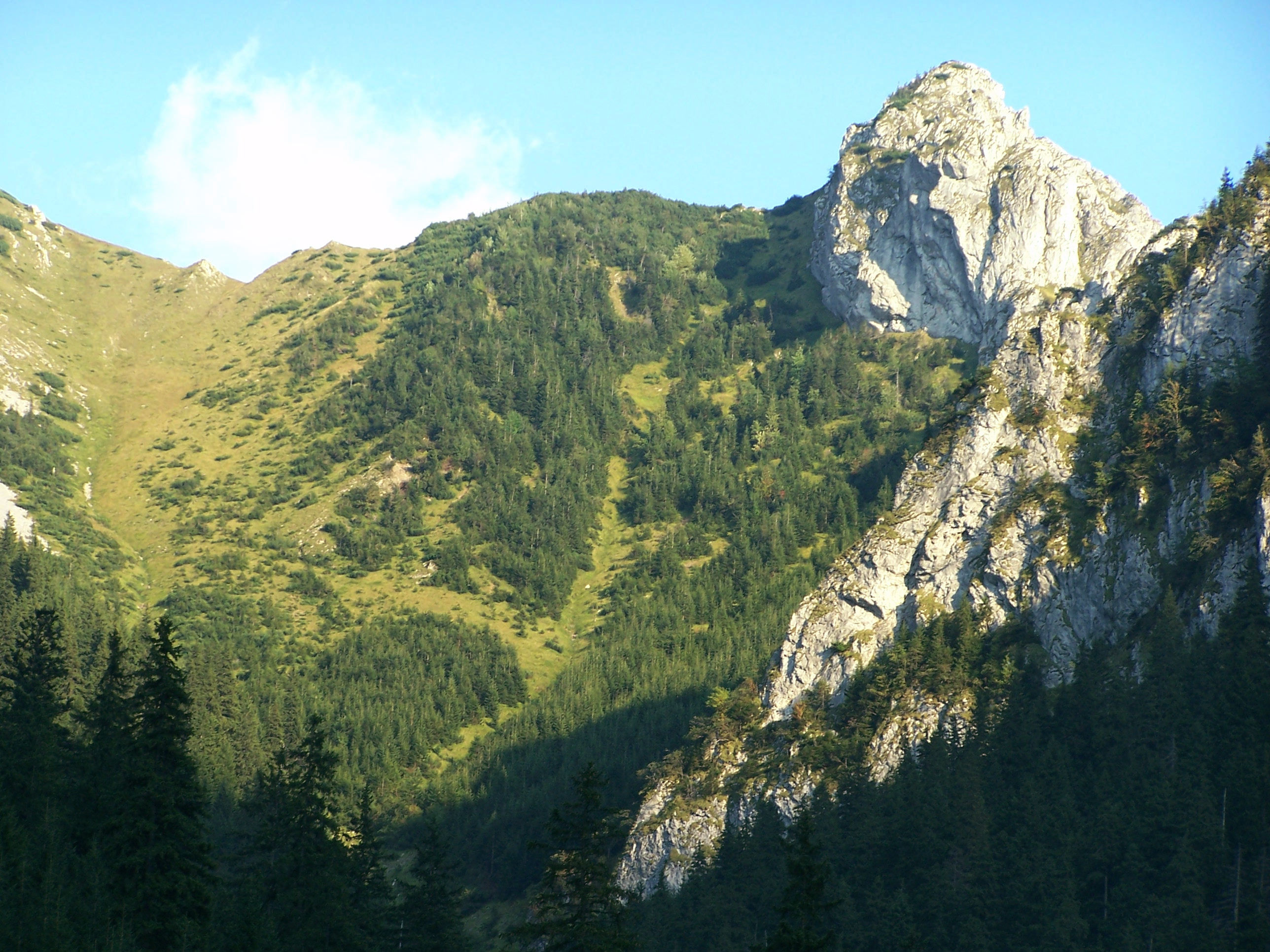
Upłazkowa Turnia

## Opis jaskini
Jaskinię stanowi idący w dół, szczelinowy korytarzyk zaczynający się w niewielkim otworze wejściowym, a kończący szczeliną nie do przejścia.

## Przyroda
W jaskini można spotkać nacieki grzybkowe. Na ścianach rosną glony.

## Historia odkryć
Jaskinię prawdopodobnie odkryli w latach 50. XX wieku grotołazi z Zakopanego. Jej pierwszy plan i opis sporządził M. Kardaś przy pomocy R. Kardaś i M. Kuźniak w 1977 roku.